# Capolat
|  | Aquest article tracta sobre el municipi del Berguedà. Vegeu-ne altres significats a «Capolat (desambiguació)». |

Capolat és un municipi de la comarca del Berguedà. Amb un terme de 34,13 km² es troba a ponent de la comarca, ja al límit amb el Solsonès on confronta amb Navès i Guixers. Dins el Berguedà limita al nord amb Castellar del Riu, l'antic terme de la Valldan (actualment de Berga i Avià a l'est; i l'Espunyola al sud. El 2022 tenia 89 habitants.

## Geografia
El territori és muntanyós i encinglerat, al sector meridional dels rasos de Peguera: al nord, dominant el pla de Campllong hi ha la serra dels Lladres (1.588 m alt.) i més al sud-oest, unides pel coll de Jouet, la serra dels Tossals (1.521 m alt). Segueix una forma estructural (d'uns 1.300 m) constituïda per capes de conglomerats oligocènics, que s'interromp al sud, sobre el terme d'Espunyola, per una llarga cinglera (els cingles de Capolat). A l'extrem nord-oest comprèn un petit sector de la conca de l'aigua d'Orà i la resta de les seves aigües aflueixen vers el Llobregat (per llevant) o a Cardener (pel sud).
El terme, per la seva altitud, té poques fonts. Les principals són la font de Gragés i l'anomenada de les Fonts.
- Llista de topònims de Capolat (Orografia: muntanyes, serres, collades, indrets..; hidrografia: rius, fonts...; edificis: cases, masies, esglésies, etc).

## Economia
És un terme rural, de poblament disseminat, repartit entre antics termes parroquials de Capolat, Coforb, Taravil i part de Llinars de l'Aiguadora (del municipi de Castellar del Riu. Una bona part del territori és ocupada per boscs de pins, roures i alzines (la fusta és una de les bases de l'economia) i també hi ha extensions de conreus de patates, blat i blat de moro; gairebé totes les masies crien bestiar (boví, porcí i xais, sobretot). La població ha estat sempre escassa, i assolí el seu màxim, com quasi tota la comarca, a mitjan segle xix, des d'aleshores ha anat baixant gradualment. La carretera de Berga a Sant Llorenç de Morunys travessa el terme al sector septentrional.

## Història
El lloc té el seu origen històric en el castell de Capolat, que era un dels nous castells de la comarca antiga de Cardona i formà part sempre del vescomtat de Cardona (després comtat i ducat) dins la mateixa batllia de Cardona, i aquesta família en tingué sempre la jurisdicció civil i criminal. Aquest fet, juntament amb la seva dependència eclesiàstica al deganat de la Vall de Lord, el vinculen històricament amb la comarca del Solsonès.
L'església parroquial de Sant Martí de Capolat es troba a 1.287 m d'altitud a la plataforma central del terme centrant una sèrie de masies, dominada al nord-oest per la serra i santuari dels Tossals. D'origen molt antic (era parròquia ja el segle xii), l'edifici actual fou refet al segle xvii o el xviii i té un esvelt campanar al bell mig. Al seu costat hi ha la casa rectoral i masoveria de Capolat. Pertany a la seva demarcació l'antiga església de Sant Salvador de Capolat, de la qual resten importants ruïnes d'aparell romànic (situada a 1.155 m alt), al cim del serrat de Sant Salvador, termenal amb els municipis d'Avià i l'Espunyola, que donà nom a la masia de Sant Salvador dins la partida de les Tombes. Hom ha identificat aquesta església amb la de l'antic monestir benedictí de Sant Salvador de Mata, d'història poc coneguda, que segons documents fou feta consagrar a precs del seu abat Súnila i dels habitants de Sponna i Villaregali pel bisbe Nantigís el 13 de desembre del 899.
Del peu del túnel o Foradada per on passa la carretera de Berga a Sant Llorenç de Morunys sota el coll de Jouet, surt un viarany, avui intransitable, que porta al santuari dels Tossals, enlairat a 1.445 m alt sota un petit turó que domina una magnífica panoràmica. L'edifici actual (que en forma un de sol amb l'hostaleria) fou refet el 1757, però es troba actualment en un estat totalment ruïnós. Té el seu origen probablement en el segle xiii; la notable imatge de la Mare de Déu, romànica, sobre una arqueta i esclafant un dragó amb el peu esquerre, es conserva actualment a Sant Martí de Capolat.
La parròquia de Sant Martí de Coforb s'alça a l'extrem oriental de l'altiplà, entre la carretera i el sector de cingles dit de Coforb. És un edifici molt simple, amb el campanar d'espadanya. La parròquia és esmentada ja el 839 (a l'acta de consagració de la catedral d'Urgell) sota la forma Focco Curuo. Centra una sèrie de masies (Viladomat, la Mesquita, les Guixeres…).
El sector més occidental del municipi correspon al terme de Taravil (o Travil), antiga parròquia sota l'advocació de Sant Quintí, ja que el segle xix era sufragània de la de Sant Martí de Capolat, i que centra, prop dels cingles de Taravil, que dominen la vall de l'Aigua d'Orà, unes poques cases.

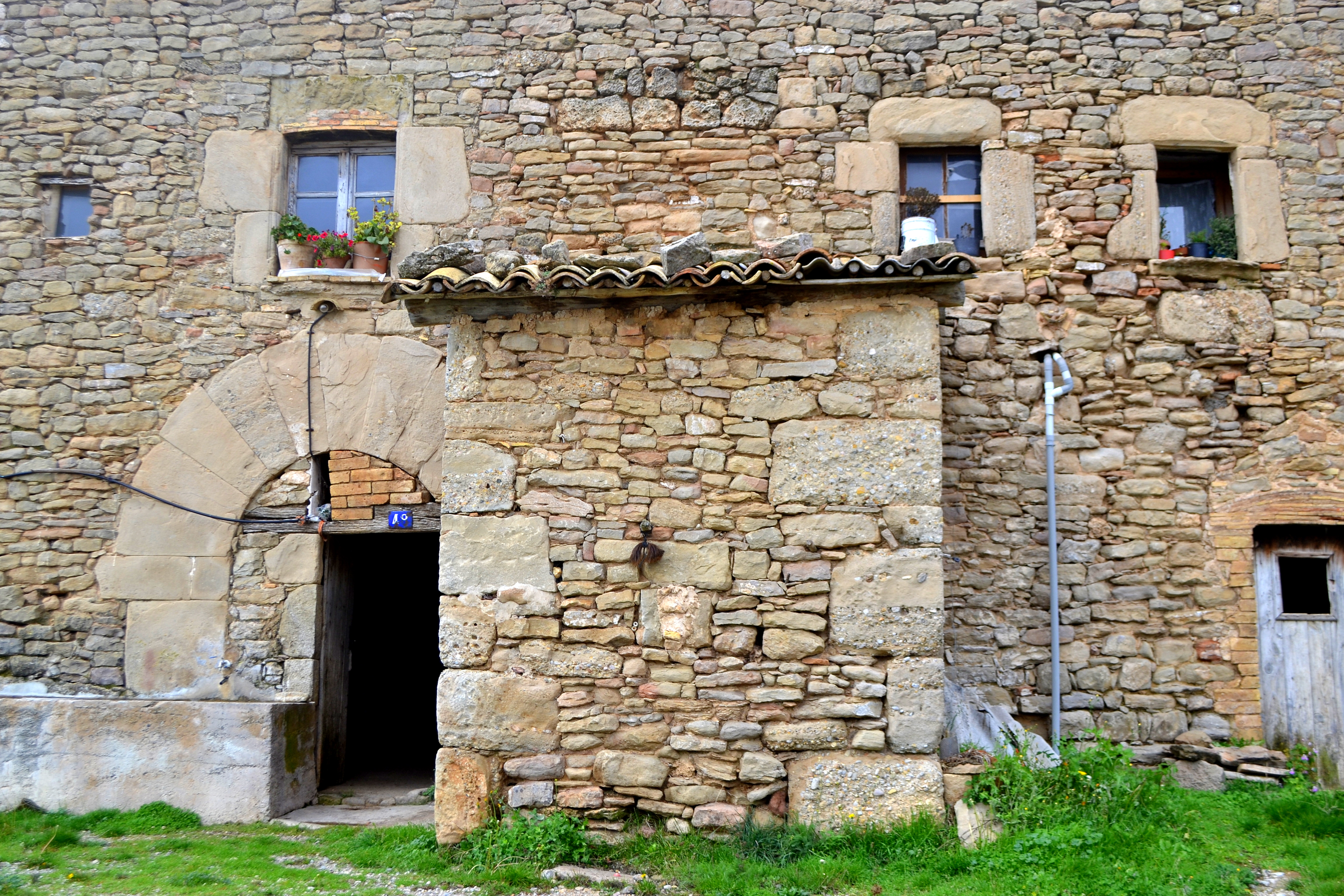
Masia de Can Casòliba una de les habitades del municipi

L'església de Sant Andreu de la Serreta, romànica (restaurada fa uns anys), s'aixeca davant de la masia de Can Serreta, prop de la carretera de Berga a Sant Llorenç (entre i la Foradada); d'una sola nau amb un ample absis i la porta al mur meridional, el petit edifici és coronat per un senzill campanar d'espadanya. Probablement pot identificar-se amb l'església de Sant Andreu de Farners o de Tona, centre de l'antiga quadra civil de Farners.
A l'extrem nord-oest del terme, també prop de l'esmentada carretera i davant la masia de la Torre de Terrers, hi ha l'església romànica de Sant Serni de Terrers (o de la Torre), en molt mal estat de conservació. En procedeix (i es conserva en una casa particular) una talla de fusta policromada de la Mare de Déu, de factura molt rústega (probablement del segle xiii).
De les masies del terme, la més important, per la seva antiguitat, és la del Puig, en la qual, actualment, viuen masovers. D'altres cases habitades són Tresserra, Casòliba, Gragés, Solanelles, el Sant, Bertran, la Serreta, Cal Riera, etc. D'altres, deshabitades, però sovint amb gent els caps de setmana, són les de les Fonts, la Vila, Runés, Coma Morera i Torneula.
El 15 de juny de 2019, Josep Maria Mossoll Sant en va esdevenir el batlle. Va renunciar al càrrec el 9 de juny 2022 per a raons personals de salut. Temporalment va ser reemplaçat per Neus Marínez i Vilarrasa.

## Demografia
| Entitat de població    | Habitants (2024) |
| Rossinyol i Coforb     | 38               |
| Sant Andreu de Farners | 16               |
| Llinars                | 14               |
| Capolat                | 14               |
| Travil                 | 10               |
| Font: Idescat          |                  |

| 1497 f | 1515 f | 1553 f | 1717 | 1787 | 1857 | 1877 | 1887 | 1900 | 1910 |
| ------ | ------ | ------ | ---- | ---- | ---- | ---- | ---- | ---- | ---- |
| 11     | 29     | 37     | 131  | 239  | 525  | 322  | 243  | 237  | 286  |

| 1920 | 1930 | 1940 | 1950 | 1960 | 1970 | 1981 | 1990 | 1992 | 1994 |
| ---- | ---- | ---- | ---- | ---- | ---- | ---- | ---- | ---- | ---- |
| 385  | 340  | 401  | 316  | 220  | 165  | 145  | 112  | 59   | 59   |

| 1996 | 1998 | 2000 | 2002 | 2004 | 2006 | 2008 | 2010 | 2012 | 2014 |
| ---- | ---- | ---- | ---- | ---- | ---- | ---- | ---- | ---- | ---- |
| 69   | 68   | 63   | 54   | 80   | 72   | 76   | 82   | 90   | 88   |

| 2016 | 2018 | 2020 | 2022 | 2024 | 2026 | 2028 | 2030 | 2032 | 2034 |
| ---- | ---- | ---- | ---- | ---- | ---- | ---- | ---- | ---- | ---- |
| 93   | 96   | 84   | 89   | 92   | -    | -    | -    | -    | -    |